# 10 c.c.
10 c.c. es el primer álbum de estudio de la banda británica 10cc. Fue publicado en agosto de 1973 a través del sello discográfico UK.

## Recepción de la crítica
Un escritor no especificado de la revista Cash Box lo describió como “un LP agradable, tanto musical como líricamente”. Un escritor no especificado de la revista Record World lo calificó como “el álbum más fresco, divertido y musicalmente interesante en mucho tiempo”. Un escritor no especificado de la revista Billboard describió el álbum como un “conjunto absolutamente brillante de una congregación británica que absorbe todos los estilos posibles [...] mientras conservan su identidad”.

### Revisiones retrospectivas
En su reseña en retrospectiva para AllMusic, Michael Ofjord declaró: “Mostrando un dominio de los estilos pop y la sátira, 10cc demostró que son una fuerza a tener en cuenta en su primer álbum. Abundan los ganchos, las armonías brillan y la instrumentación es deslumbrante sin exagerar. [...] Ya sea haciendo amorosas parodias de la música con la que crecieron o satirizando temas contemporáneos, 10cc se muestran como proveedores de pop de primer nivel en su grabación debut. Algunos podrían criticar al grupo por estar demasiado satisfecho con su propia inteligencia, pero no se puede negar la verdadera artesanía y el humor de su debut en 1973”.

## Lista de canciones
| Lado uno |                       |                                        |          |  |
| N.º      | Título                | Escritor(es)                           | Duración |  |
| 1.       | «Johnny, Don't Do It» | Lol Creme Graham Gouldman Kevin Godley | 3:37     |  |
| 2.       | «Sand in My Face»     | Creme Gouldman Godley                  | 3:37     |  |
| 3.       | «Donna»               | Creme Godley                           | 2:54     |  |
| 4.       | «The Dean and I»      | Creme Godley                           | 3:03     |  |
| 5.       | «Headline Hustler»    | Eric Stewart Gouldman                  | 3:30     |  |

| Lado dos |                                                 |                               |          |  |
| N.º      | Título                                          | Escritor(es)                  | Duración |  |
| 1.       | «Speed Kills»                                   | Stewart Creme Gouldman Godley | 3:48     |  |
| 2.       | «Rubber Bullets»                                | Creme Gouldman Godley         | 5:18     |  |
| 3.       | «The Hospital Song»                             | Creme Godley                  | 2:36     |  |
| 4.       | «Ships Don't Disappear in the Night (Do They?)» | Stewart Gouldman              | 3:03     |  |
| 5.       | «Fresh Air for My Mama»                         | Stewart Creme Godley          | 3:02     |  |

## Posicionamiento
| Gráfica (1973–74)                                     | Pico de posición |
| ----------------------------------------------------- | ---------------- |
| Australia (Kent Music Report)                         | 43               |
| Estados Unidos (Billboard Bubbling Under the Top LPs) | 201              |
| Estados Unidos (Cash Box Top 100 Albums)              | 140              |
| Reino Unido (UK Albums Chart)                         | 36               |

## Certificaciones y ventas
| País              | Certificación | Ventas |
| ----------------- | ------------- | ------ |
| Reino Unido (BPI) | Plata         | 60 000 |